# Bactrocera raiensis
Bactrocera raiensis är en tvåvingeart som beskrevs av Drew och Albany Hancock 1994. Bactrocera raiensis ingår i släktet Bactrocera och familjen borrflugor.
Artens utbredningsområde är Thailand. Inga underarter finns listade.